# Доле љубав
Доле љубав (енгл. Down with Love) је љубавно-хумористички филм из 2003. године у режији Пејтона Рида. Главне улоге глуме Рене Зелвегер и Јуан Макгрегор. Пастиш је америчких „сексуалних комедија без секса”.
Типично за жанр, филм говори о жени која се залаже за независност жена у борби са лотаријем. Радња одражава ставове и понашање ране пресексуалне револуције 1960-их, али има анахрони закључак вођен модернијим, постфеминистичким идејама и ставовима.

## Радња
Године 1962. феминисткиња Барбара Новак издаје бестселер која се не залаже за љубав. Упркос њеном успеху, многе мушкарце одбијају њени напредни ставови, укључујући и књижевника Кечера Блока, који одлучује да је натера да се заљуби у њега.

## Улоге
| Глумац           | Улога          |
| ---------------- | -------------- |
| Рене Зелвегер    | Барбара Новак  |
| Јуан Макгрегор   | Качер Блок     |
| Сара Полсон      | Вики Хилер     |
| Дејвид Хајд Пирс | Питер Макманус |
| Рејчел Дреч      | Гладис         |
| Џек Плотник      | Морис          |
| Тони Рандал      | Теодор Банер   |
| Џон Ејлвард      | Е. Г.          |
| Ворен Мансон     | К. Б.          |
| Мет Рос          | Џ. Б.          |
| Мајкл Енсињ      | Џ. Р.          |
| Тимоти Омундсон  | Р. Џ.          |
| Џери Рајан       | Гвендолин      |
| Ивана Миличевић  | Ивет           |
| Мелиса Џорџ      | Елки           |
| Дори Бартон      | Сали           |